# Serie A 1983/84
De Serie A 1983/84 was het 81ste voetbalkampioenschap (scudetto) in Italië en het 53ste seizoen van de Serie A. Juventus werd kampioen.

## Eindstand
|     | Team            | Ptn | Wed | W  | G  | V  | DV | DT | Opmerking |
| --- | --------------- | --- | --- | -- | -- | -- | -- | -- | --------- |
| 1.  | Juventus FC     | 43  | 30  | 17 | 9  | 4  | 57 | 29 | EC I      |
| 2.  | AS Roma         | 41  | 30  | 15 | 11 | 4  | 48 | 28 | EC II     |
| 3.  | AC Fiorentina   | 36  | 30  | 12 | 12 | 6  | 48 | 31 | UEFA Cup  |
| 4.  | Internazionale  | 35  | 30  | 12 | 11 | 7  | 37 | 23 | UEFA Cup  |
| 5.  | Torino Calcio   | 33  | 30  | 11 | 11 | 8  | 37 | 30 |           |
| 6.  | AC Milan        | 32  | 30  | 12 | 8  | 10 | 37 | 40 |           |
| 6.  | Sampdoria Genua | 32  | 30  | 12 | 8  | 10 | 36 | 30 |           |
| 6.  | Hellas Verona   | 32  | 30  | 12 | 8  | 10 | 43 | 35 |           |
| 9.  | Udinese Calcio  | 31  | 30  | 11 | 9  | 10 | 47 | 40 |           |
| 10. | Ascoli          | 29  | 30  | 9  | 11 | 10 | 29 | 35 |           |
| 11. | US Avellino     | 26  | 30  | 9  | 8  | 13 | 33 | 39 |           |
| 11. | SSC Napoli      | 26  | 30  | 7  | 12 | 11 | 28 | 38 |           |
| 13. | Lazio Roma      | 25  | 30  | 8  | 9  | 13 | 35 | 49 |           |
| 13. | Genoa CFC       | 25  | 30  | 6  | 13 | 11 | 24 | 36 | Serie B   |
| 15. | Pisa Calcio     | 22  | 30  | 3  | 16 | 11 | 20 | 35 | Serie B   |
| 16. | Calcio Catania  | 12  | 30  | 1  | 10 | 19 | 14 | 55 | Serie B   |

## Statistieken

### Topscorers
- In onderstaand overzicht zijn alleen de spelers opgenomen met tien of meer treffers achter hun naam.

| №  | Naam                 | Club           | Goals | Pen. | Duels | Gem. |
| -- | -------------------- | -------------- | ----- | ---- | ----- | ---- |
| 1  | Michel Platini       | Juventus       | 20    | 3    | 28    | 0,71 |
| 2  | Zico                 | Udinese Calcio | 19    | 4    | 24    | 0,79 |
| 3  | Maurizio Iorio       | Hellas Verona  | 14    | 7    | 25    | 0,56 |
| 4  | Paolo Rossi          | Juventus       | 13    | 1    | 30    | 0,43 |
| 5  | Massimo Briaschi     | Genoa CFC      | 12    | 2    | 29    | 0,41 |
| 5  | Paolo Monelli        | ACF Fiorentina | 12    | 0    | 29    | 0,41 |
| 7  | Patricio Hernández   | Torino FC      | 11    | 5    | 29    | 0,38 |
| 8  | Daniel Bertoni       | ACF Fiorentina | 10    | 1    | 26    | 0,38 |
| 9  | Alessandro Altobelli | Internazionale | 10    | 2    | 28    | 0,36 |
| 10 | Pietro Paolo Virdis  | Udinese Calcio | 10    | 0    | 29    | 0,34 |

### Meeste speelminuten
| Naam               | Club(s)          | Duels | Min.  | Werd in het veld gebracht | Werd van het veld gehaald |
| ------------------ | ---------------- | ----- | ----- | ------------------------- | ------------------------- |
| Mauro Tassotti     | AC Milan         | 30    | 2.700 | 0                         | 0                         |
| Roberto Tricella   | Hellas Verona    | 30    | 2.700 | 0                         | 0                         |
| Claudio Garella    | Hellas Verona    | 30    | 2.700 | 0                         | 0                         |
| Dino Galparoli     | Udinese Calcio   | 30    | 2.700 | 0                         | 0                         |
| Giovanni Galli     | AC Fiorentina    | 30    | 2.700 | 0                         | 0                         |
| Giuliano Terraneo  | Torino FC        | 30    | 2.700 | 0                         | 0                         |
| Pietro Vierchowod  | UC Sampdoria     | 30    | 2.700 | 0                         | 0                         |
| Luciano Favero     | US Avellino 1912 | 30    | 2.700 | 0                         | 0                         |
| Alessandro Mannini | AC Pisa 1909     | 30    | 2.700 | 0                         | 0                         |

### Nederlanders
Onderstaande Nederlandse voetballers kwamen in het seizoen 1983/84 uit in de Serie A.
| Naam       | Club         | Debuut in Serie A | Duels | Goals |
| ---------- | ------------ | ----------------- | ----- | ----- |
| Wim Kieft  | AC Pisa 1909 | 12.09.1983        | 23    | 3     |
| Ruud Krol  | SSC Napoli   | 21.09.1980        | 21    | 0     |
| Jan Peters | Genoa CFC    | 12.09.1982        | 16    | 1     |

### Scheidsrechters
| Naam            | Geboren    | Debuut     | Duels | Kreeg geel | Kreeg voor de tweede keer geel en dus rood | Weggestuurd | Pen. |
| --------------- | ---------- | ---------- | ----- | ---------- | ------------------------------------------ | ----------- | ---- |
| Enzo Barbaresco | 24.04.1937 | 03.12.1967 | 17    | ?          | ?                                          | ?           | 1    |

### Juventus
Bijgaand een overzicht van de spelers van Juventus, die in het seizoen 1983/84 onder leiding van trainer-coach Giovanni Trapattoni voor de 21ste keer in de clubgeschiedenis kampioen van Italië werden.
| Naam              | Min.  | Duels | B  | Werd in het veld gebracht | Werd van het veld gehaald | Goal | Kreeg geel | Kreeg voor de tweede keer geel en dus rood | Weggestuurd |
| ----------------- | ----- | ----- | -- | ------------------------- | ------------------------- | ---- | ---------- | ------------------------------------------ | ----------- |
| Paolo Rossi       | 2485' | 30    | 30 | 0                         | 7                         | 13   | ?          | ?                                          | ?           |
| Gaetano Scirea    | 2678' | 30    | 30 | 0                         | 1                         | 2    | ?          | ?                                          | ?           |
| Massimo Bonini    | 2320' | 29    | 26 | 3                         | 3                         | 1    | ?          | ?                                          | ?           |
| Antonio Cabrini   | 2606' | 29    | 29 | 0                         | 1                         | 5    | ?          | ?                                          | ?           |
| Michel Platini    | 2488' | 28    | 28 | 0                         | 3                         | 20   | ?          | ?                                          | ?           |
| Marco Tardelli    | 2388' | 28    | 28 | 0                         | 5                         | 0    | ?          | ?                                          | ?           |
| Zbigniew Boniek   | 2212' | 27    | 26 | 1                         | 6                         | 3    | ?          | ?                                          | ?           |
| Sergio Brio       | 2231' | 26    | 26 | 0                         | 2                         | 0    | ?          | ?                                          | ?           |
| Domenico Penzo    | 1963' | 25    | 24 | 1                         | 7                         | 5    | ?          | ?                                          | ?           |
| Beniamino Vignola | 1149' | 25    | 8  | 17                        | 1                         | 5    | ?          | ?                                          | ?           |
| Claudio Gentile   | 2092' | 24    | 23 | 1                         | 1                         | 0    | ?          | ?                                          | ?           |
| Stefano Tacconi   | 2070' | 23    | 23 | 0                         | 0                         | 0    | ?          | ?                                          | ?           |
| Nicola Caricola   | 1248' | 20    | 14 | 6                         | 4                         | 0    | ?          | ?                                          | ?           |
| Cesare Prandelli  | 987'  | 17    | 8  | 9                         | 1                         | 0    | ?          | ?                                          | ?           |
| Luciano Bodini    | 630'  | 7     | 7  | 0                         | 0                         | 0    | ?          | ?                                          | ?           |
| Roberto Tavola    | 23'   | 2     | 0  | 2                         | 0                         | 0    | ?          | ?                                          | ?           |
| Giuseppe Furino   | 37'   | 1     | 0  | 1                         | 0                         | 0    | ?          | ?                                          | ?           |
| Giovanni Koetting | 21'   | 1     | 0  | 1                         | 0                         | 0    | ?          | ?                                          | ?           |